# لويس ديلورم
لويس ديلورم هو سياسي كندي، ولد في 29 ديسمبر 1824 في مونتريال في كندا، وتوفي بنفس المكان في 18 يونيو 1895. نشط حزبياً في الحزب الليبرالي الكندي. وقد انتخب عمدة وانتخب عضو مجلس العموم الكندي.